# هيرينفين فلايرز
هيرينفين فلايرز - UNIS Flyers هي نادي هوكي على الجليد يقع في هيرينفين، هولندا . يُنافس الفريق في دوري هوكي الجليد للمحترفين (BeNe) ويشارك أيضًا في كأس هولندا. يلعب المبارايات إياباً على حلبة الهوكي الجليد التي تُشكّل جزءًا من مُجمع تيالف.

## التاريخ
تأسس هيرينفين فلايرز في عام 1967  ولعب موسمه الأول في الدوري الهولندي في 1971-1972. كما حطم الرقم القياسي في الدوري الهولندي لأكبر عدد من البطولات المتتالية برصيد 7 بطولات بين 1976 و 1983.
هيرينفين هي أصغر مدينة هولندية ممثلة حاليًا في دوري هوكي الجليد للمحترفين BeNe League (على الرغم من أن مدينة هيرينتالس البلجيكية أصغر).
على مر السنين، تنافس فلايرز تحت مجموعة متنوعة من الأسماء المختلفة، منذ عام 2013 عُرفوا باسم UNIS Flyers ، بسبب صفقة رعاية مع شركة الإلكترونيات الصناعية UNIS Group.
الأسماء المميزة بعلامة * هي أسماء رعاية.
| الأسم                        | مواسم             | ملاحظات                          |
| ---------------------------- | ----------------- | -------------------------------- |
| تيالف هيرنفين                | 1971/72 - 1973/74 |                                  |
| بيترز وجيجر هيرنفين *        | 1974/75           |                                  |
| فينسترا فيرفارمينغ هيرنفين * | 1975/76 - 1977/78 |                                  |
| فينسترا فلايرز *             | 1978/79 - 1983/84 |                                  |
| Freriks Flyers*              | 1984/85           |                                  |
| فلايرز BP *                  | 1985/86 - 1989/90 |                                  |
| فوربو فلايرز *               | 1990/91 - 1991/92 |                                  |
| فلايرز                       | 1992/93 - 1994/95 | (حتى يناير 1995)                 |
| بيلجريم فلايرز *             | 1994/95 - 1999/00 | (من يناير 1995)                  |
| فورميدو فلايرز *             | 2000/01 - 2003/04 |                                  |
| فاديكو فلايرز *              | 2004/05 - 2007/08 |                                  |
| حجيه فلايرز *                | 2008/09 - 2009/10 |                                  |
| A6.nl فلايرز *               | 2010/11           |                                  |
| فريزلاند فلايرز              | 2011/12 - 2012/13 | (حتى يناير 2013 تحت رعاية A6.nl) |

## البطولات
البطولة الدولية
9 مرات البطل: 1976-77 ، 1977-78 ، 1978-79 ، 1979-80 ، 1980-81 ، 1981-82 ، 1982-83 ، 2015-16 ، 2016-17
كأس هولندي
فائز 12 مرة: 1976-77 ، 1977-78 ، 1978-79 ، 1980-81 ، 1981-82 ، 1982-83 ، 1983-84 ، 1987-88 ، 1997-98 ، 2001-02 ، 2015-16 ، 2016- 2017

## لاعبين بارزين
- ألوين أسينبيرج
- جولك بالت
- جيروين بيكسما
- كول بايرز

## روابط خارجية
- منشورات (بالهولندية)
- اتحاد هوكي الجليد في هولندا (بالهولندية)
- موقع TYSC Tilburg (بالهولندية)